# La piel del volcán (película de 2021)
La piel del volcán es una película de drama histórico dirigida por el director y escritor de cine Armando Ravelo. Se estrenó en cines de Canarias en mayo de 2021 y tras grandes resultados, fue emitida en cines de Madrid, Barcelona, Valencia, Sevilla, La Coruña y Bilbao en julio de 2021. Tuvo una gran acogida por parte del público y la crítica.

## Sinopsis
Raquel (Yanely Hernández), una arqueóloga, está a punto de presentar en una rueda de prensa el hallazgo de un yacimiento arqueológico único: dos cuerpos de distintas épocas (del año 1483 y del año 1941) han aparecido en un mismo enterramiento en el municipio de Valsequillo. A partir de este descubrimiento y gracias a distintos flashbacks que nos harán viajar desde la actualidad hasta la etapa indígena durante el final de la conquista y la posguerra franquista, iremos conociendo la vida que esconden esos huesos, revelando el misterio de cómo han llegado hasta ese lugar.

## Reparto principal
- Maykol Hernández como Usem, Roberto y Diego.
- Yanely Hernández como Thiya, Salvadora y Raquel.
- Mingo Ruano como Ik, Segismundo y Ramón.